# ساحة العباسيين
ساحة العباسيين ساحة رئيسية تقع في شرق وسط دمشق وهي من أهم ساحاتها حيث تتفرع منها شوارع حيوية في الينة كشارع بغداد، كما تعتبر عقدة مواصلات باتجاه مناطق شرق دمشق مثل مدن الغوطة الشرقية كجوبر وزملكا وعربين وحمورية وحزة وعين ترما وبيت سحم وحرستا ودوما بالإضافة إلى الطريق الواصل إلى مطار دمشق الدولي والمناطق الجنوبية والمخيمات الفلسطينية. ومن ناحية أخرى تؤوي المنطقة تجمعا كبيرا للمسيحيين في دمشق. يذكر أن الساحة سميت نسبة إلى الخلافة العبَّاسية ثالث الدول الإسلامية.
تضم المنطقة المحيطة بالساحة مقارا حكومية مهمة مثل مصرف سورية المركزي ومجمع الثامن من آذار إضافة إلى منشآت أخرى مثل ملعب العباسيين. خلال أحداث الثورة السورية ازدادت أهمية الساحة  بعد حصول اشتباكات بين المعارضة وقوات النظام كقصف المعارضة مجمع الثامن من آذار واشتباكات فبراير 2013 وذلك بعد سنة تقريبا من تنظيم أول مظاهرة مناهضة لحكم الاسد في الساحة  فيما اتخذ النظام استاد العباسيين القريب من الساحة ثكنة عسكرية كبيرة.